# مسعودیة
مسعودیة (به عربی: المسعودیة) یک منطقهٔ مسکونی در لبنان است که در استان شمالی لبنان واقع شده‌است.

## خصوصیات
مسعودیة ۱٬۰۰۰ نفر جمعیت دارد.